# هوراسيو فرانكو
هوراسيو فرانكو (بالإسبانية: Horacio Franco)‏ هو موزع وموسيقي مكسيكي، ولد في 11 أكتوبر 1963 في مدينة مكسيكو في المكسيك.

## وصلات خارجية
- هوراسيو فرانكو على موقع IMDb (الإنجليزية)
- هوراسيو فرانكو على موقع ميوزك برينز (الإنجليزية)